# Kurmai Zoltán
Kurmai Zoltán (Hejőszalonta, 1951. május 19.–) magyar nemzeti labdarúgó-játékvezető. Egyéb foglalkozása: MÁV dolgozó.

## Pályafutása

### Nemzeti játékvezetés
A játékvezetésből 1970. április 26-án Mezőcsáton vizsgázott. A Borsod-Abaúj-Zemplén megyei LSZ által üzemeltetett labdarúgó bajnokságokban kezdte a sportszolgálatát. A Megyei Játékvezető Bizottság (JB) határozatára NB III-as, egyben országos utánpótlás-bíró. A Magyar Labdarúgó-szövetség JB minősítésével 1977-ben NB II-es, 1983-tól az NB I-es bíró. 1984-ben visszaminősítették az NB II-be, majd 1988-tól újra élvonalbeli bíró. A nemzeti játékvezetéstől 1998-ban visszavonult. NB I-es mérkőzéseinek száma: 98. 
| Időpont              | Helyszín                    | Mérkőzés típusa          | Mérkőzés                       | Eredmény |
| -------------------- | --------------------------- | ------------------------ | ------------------------------ | -------- |
| 1983. szeptember 17. | Béke téri Stadion, Budapest | első NB I-es mérkőzése   | Csepel SC–Szombathelyi Haladás | 2 – 0    |
| 1998. november 28.   | Fáy úti Stadion, Budapest   | utolsó NB I-es mérkőzése | Vasas SC–Videoton FC           | 2 – 1    |

#### Nemzeti kupamérkőzések
Vezetett kupadöntők száma: 1.

##### Szabad Föld-kupa
1964 óta a falusi labdarúgók kupadöntőjét, a Szabad Föld döntőjét rendszeresen a Magyar Népköztársasági Kupa döntő előmérkőzéseként bonyolítják le. A döntőben való részvételre az az alsóbb osztályú együttes jogosult, amelyik a legmesszebb jutott a Magyar Népköztársasági Kupában.
| Időpont          | Helyszín                     | Mérkőzés típusa | Mérkőzés                     | Partbírók                 | Eredmény | Nézők száma |
| ---------------- | ---------------------------- | --------------- | ---------------------------- | ------------------------- | -------- | ----------- |
| 1988. június 13. | Tiszaligeti stadion, Szolnok | döntő           | Celldömölki VMSE–Boglárlelle | Bognár István/Varga János | 2 – 0    | 2000        |

### Nemzetközi játékvezetés
Több nemzetek közötti válogatott és klubtalálkozón partbíróként segítette a bíró tevékenységét. Nemzetközi mérkőzésen való közreműködés: 15.

#### Magyar női labdarúgó-válogatott
A magyar női játékvezetői keret felállításáig férfi játékvezetők irányították a női válogatott felkészülési mérkőzéseit.
| Időpont           | Helyszín            | Mérkőzés típusa             | Mérkőzés              | Eredmény | Nézők száma |
| ----------------- | ------------------- | --------------------------- | --------------------- | -------- | ----------- |
| 1989. április 23. | Városi stadion, Ózd | felkészülési (28. mérkőzés) | Magyarország–Bulgária | 6 – 0    | 1000        |

2017 augusztusában tagja volt az egyik, kétfős bírói bizottságnak, amely harmadfokúhőségriadó idején végezte néhány sportbíró fizikai tesztelését, aki közül egy megye III-as játékvezető rosszul lett és meghalt az extrém melegben.

## Sportvezetőként
- 1990–1994 között Borsod-Abaúj-Zemplén megye Labdarúgó Szövetség (BAZ LSZ) JB főtitkára, illetve az NB III-as csoportban ellenőr,
- 1999–2003 között BAZ LSZ elnökségi tag,
- 2008-tól BAZ LSZ JB elnökségi tag,
- 2010-től BAZ LSZ JB elnökhelyettes
- 2011-től a Magyar Labdarúgó Játékvezető Testület (MLJT) elnökségi tagja,
- 1999–2005 között, majd 2009-től országos ellenőr

## Szakmai sikerek
1997 őszén az sajtó szerint az Év játékvezetője kitüntető címet kapta.